# Macroptilium lathyroides
Macroptilium lathyroides là một loài thực vật có hoa trong họ Đậu. Loài này được (L.) Urb. miêu tả khoa học đầu tiên.

## Hình ảnh

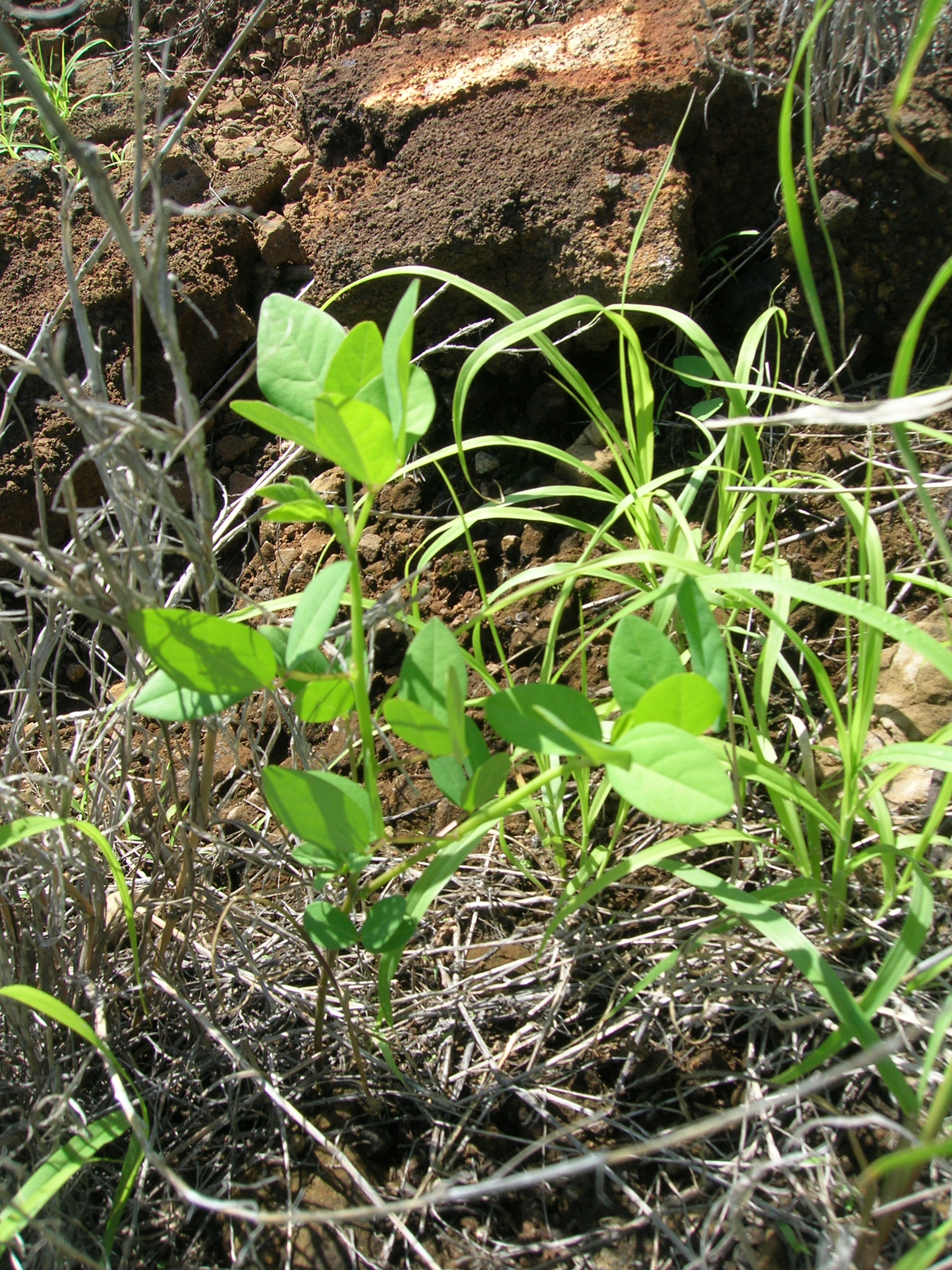
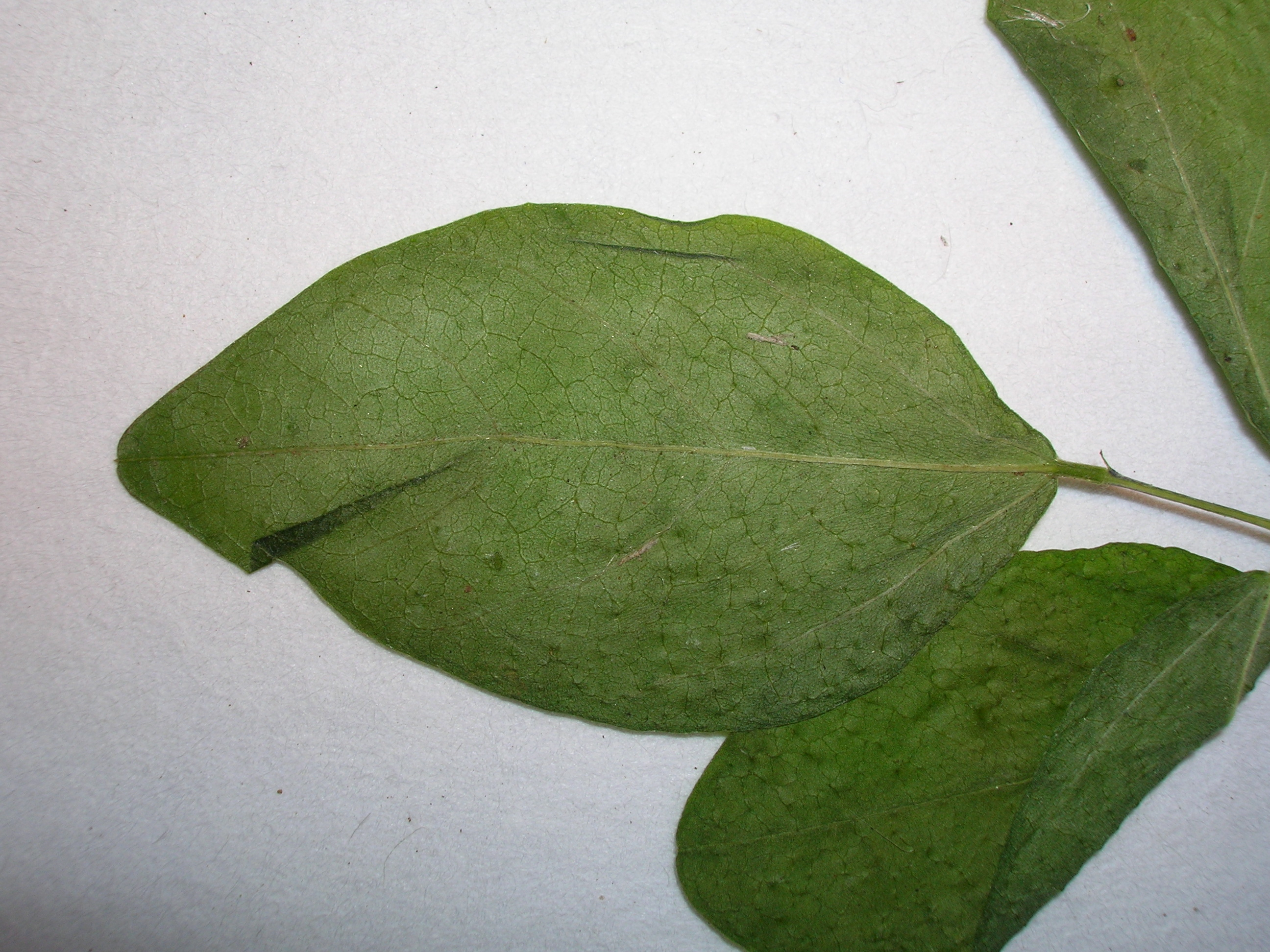
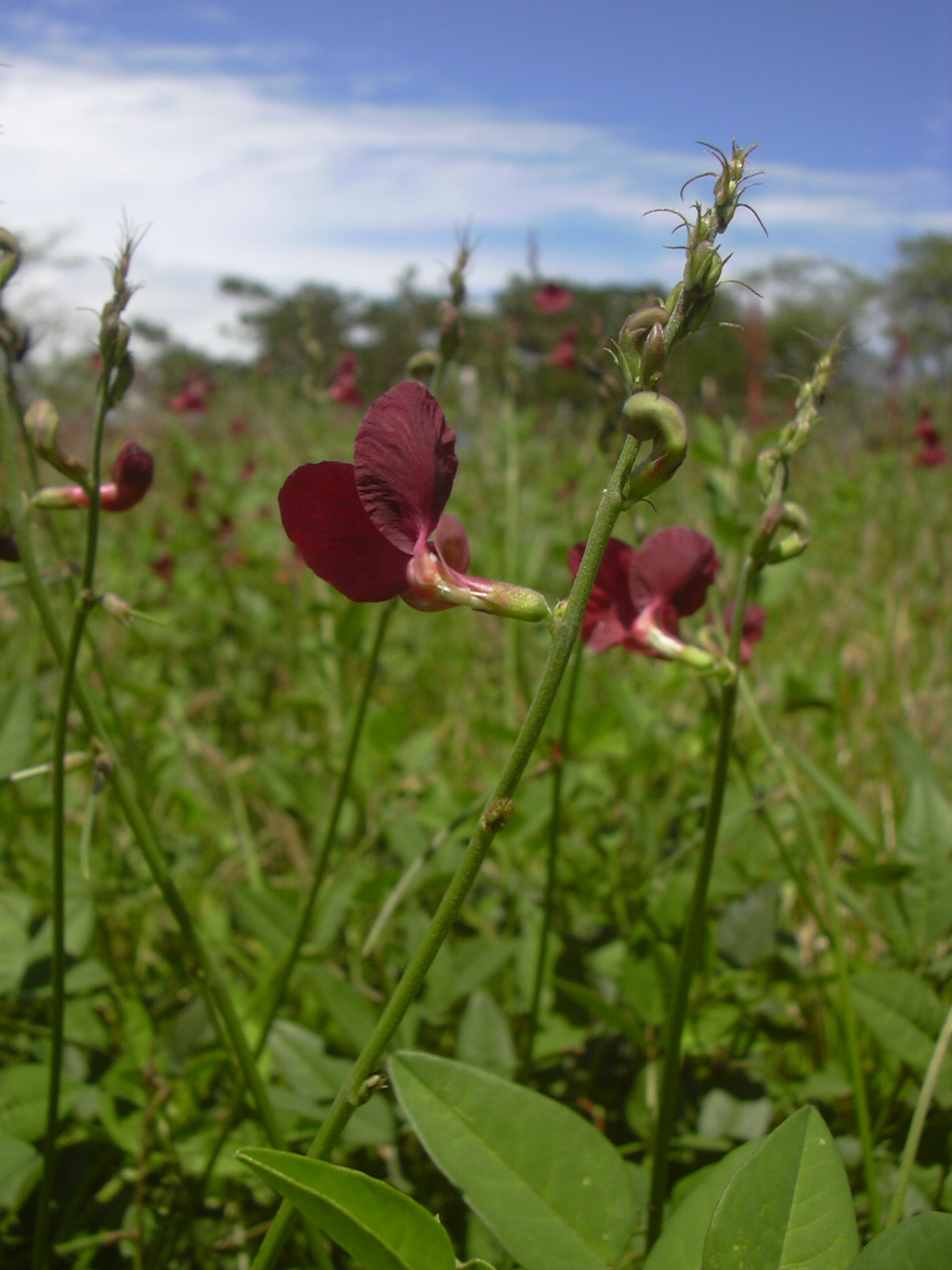
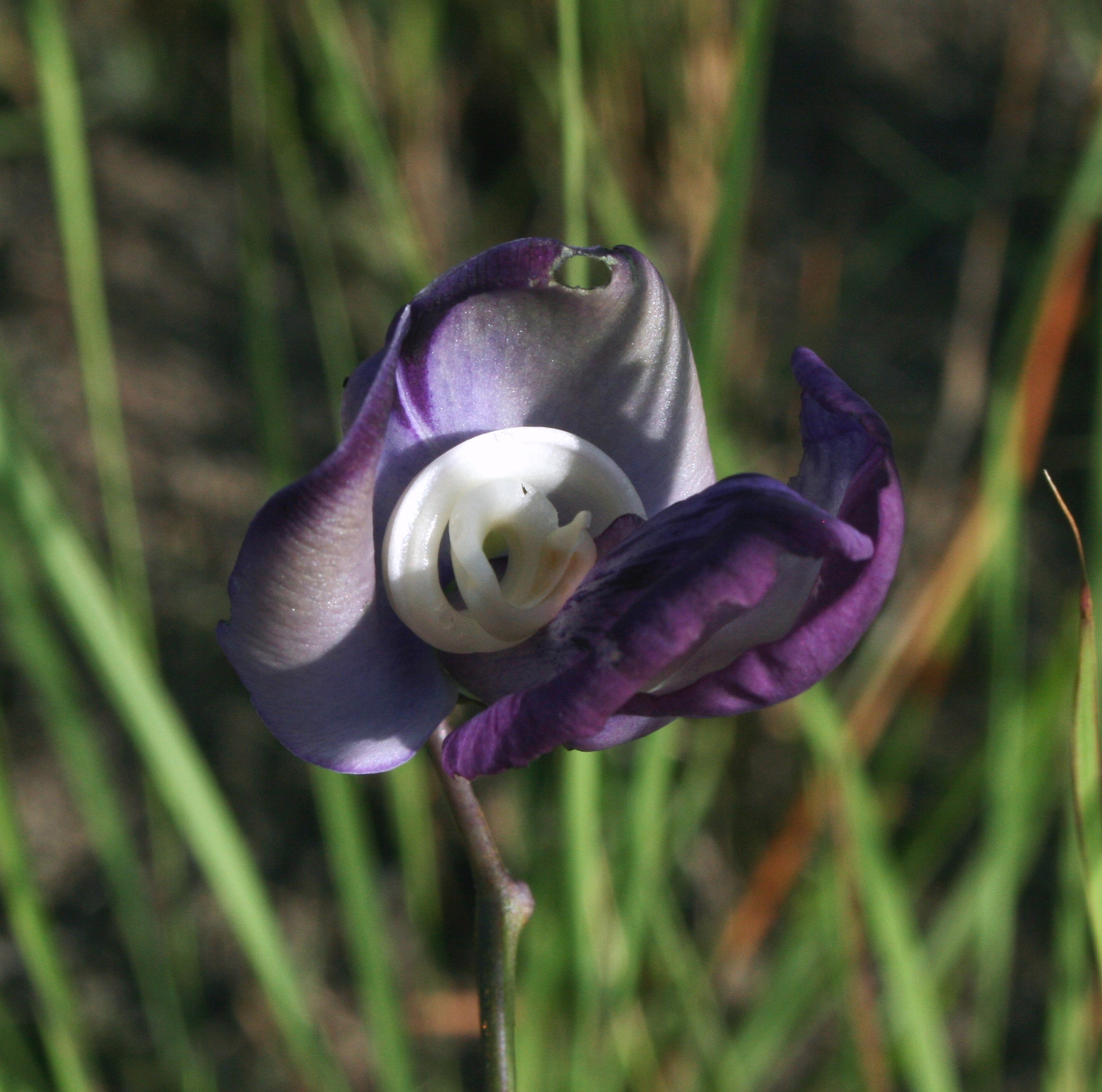